# The Zombies
The Zombies je anglická rocková skupina, která vznikla v St Albans v roce 1961. Kapelu vedli klávesista/zpěvák Rod Argent a hlavní zpěvák Colin Blunstone. Skupina zaznamenala svůj první britský a americký hit v roce 1964 se skladbou „She's Not There“. V USA pak uspěly ještě dva další singly — „Tell Her No“ v roce 1965 a „Time of the Season“ v roce 1968.
Jejich album Odessey and Oracle z roku 1968 bylo v roce 2012 zařazeno časopisem Rolling Stone na 100. místo v žebříčku 500 nejlepších alb všech dob a v roce 2020 na 243. místo. The Zombies byli uvedeni do Rock and Roll Hall of Fame v roce 2019.
V letech 2001-2010 ve skupině hrál Keith Airey, bratr Dona Aireyho ze skupiny Deep Purple.

## Diskografie

### Studiová alba
- Begin Here (1965)
- The Zombies (1965)
- Odessey and Oracle (1968)
- New World (1991)
- As Far As I Can See... (2004)
- Breathe Out, Breathe In (2011)
- Still Got That Hunger (2015)
- Different Game (2023)